# فائق عالی اوزنسوی
فائق عالی اوزنسوی (Faik Ali Ozansoy؛ ‏۱۰ مارس ۱۸۷۶ – ۱ اکتبر ۱۹۵۰) شاعر، آموزگار، و سیاست‌مدار ترک و شاهد نسل‌کشی ارمنی‌ها بود. او برادر کوچکتر سلیمان نظیف، و عضو برجسته کمیته اتحاد و پیشرفت و از نویسندگان روزنامه
ثروت فنون و فکر آتی
و همچنین، یکی از شاهدان نسل‌کشی ارامنه بود و نام وی، در کنار نام برادرش، سلیمان نظیف برای نجات جان هزاران ارمنی در وقایع نسل‌کشی ارمنی‌ها شناخته شده‌است.
فایک اوزنسوی با توجه به حفاظت از زندگی مسیحیان ارمنی، توسط معاصرانش، به عنوان «فرماندار کافران» شناخته شد.
او در طول جنگ جهانی اول بعنوان فرماندار کوتاهیه، و در مقاطع مختلف زمانی، در مشاغلی همچون فرماندار استان دیاربکر، شهردار شهرهای اسکودار و بی‌اوغلو، معاون وزارت امور خارجه و معاون وزارت کشور نیز فعالیت کرد.
اوزنسوی در روز ۲۴ آوریل ۲۰۱۳، روز یادبود نسل‌کشی ارمنی‌ها، در یک مراسم رسمی، به اتفاق شخصیت‌های برجسته مختلف از هر دو جامعه ترک و ارمنی در ترکیه در مقابل مقبره قربانیان نسل‌کشی، ادای احترام کرد.
فائق عالی اوزنسوی در اکتبر ۱۹۵۰ درگذشت و در گورستان زینجیرلیکویو دفن شد.

## زندگی و کار
فائق عالی اوزنسوی، که در کودکی به نام مهمت فایک شناخته می‌شد، در تاریخ ۱۰ مارس ۱۸۷۶ در خانواده ای که اهل شعر و ادب بودند، در شهر دیاربکر، امپراتوری عثمانی، متولد شد.
پدرش، سعید پاشا، یکی از نویسندگان و مورخان دیاربکر بود.
مادرش عایشه هانی، دختر یکی از اعضای برجسته ایل آق‌قویونلو بود.
اوزنسوی به غیر از سلیمان نظیف، سیاست‌مدار و شاعر مشهور ترک که برادر بزرگترش بود، دو خواهر نیز داشت.
اوزنسوی پس از پایان جنگ جهانی اول و با تشکیل جمهوری ترکیه، همچنان به عنوان یک سیاست‌مدار به کارش ادامه داد و سپس به استانبول رفت و بعنوان شهردار در اسکودار و بی‌اوغلو در کار کرد.
او در دوران حکومت دمت فرید پاشا، به عنوان معاون وزارت امور خارجه منصوب شد.
اوزنسوی در ماه مارس ۱۹۱۹ نیز بمدت چند ماه به عنوان فرماندار استان دیاربکر، و پس از آن دوباره به استانبول برگشت و اینبار، بعنوان معلم زبان فرانسوی در مدرسه ملک مکتب فعالیت کرد.
اوزنسوی از سال ۱۹۳۰ تا ۱۹۳۲ به عنوان معاون وزارت کشور منصوب شد.
او در اکتبر ۱۹۵۰ درگذشت و در گورستان زینجیرلیکویو دفن شد.

## نسل‌کشی ارمنی‌ها

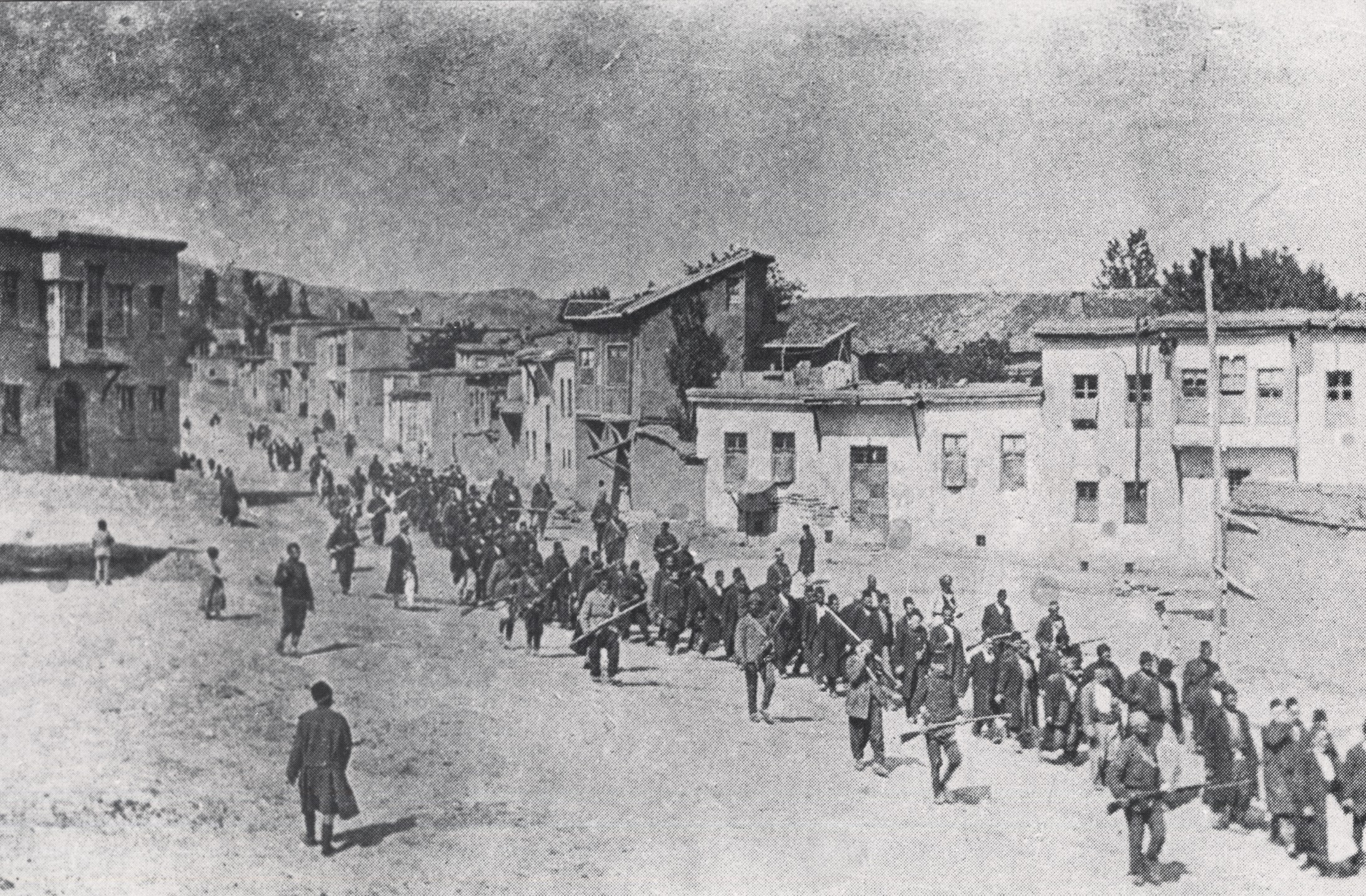
همراهی سربازان مسلح عثمانی با غیر نظامیان ارمنی، که در اسارت آنها هستند؛ از طریق [//en.wikipedia.org/wiki/Harpoot هارپوت] و الازیغ [//en.wikipedia.org/wiki/Kaza قضاء] ولایت معمورةالعزیز, برای انتقال به تبعیدگاه که در گزارش هنری هریسون ریجز ثبت شده است

اوزنسوی در دوران نسل‌کشی ارمنی‌ها به عنوان فرماندار استان کوتاهیه مشغول به کار بود. هنگامی که دستور اخراج و تبعید ارld به اوزنسوی رسید، او از اجرای این دستور سرپیچی کرد.
برادر بزرگترش سلیمان نظیف در نامه ای به او تأکید کرد که «در این رویداد شرکت نمی‌کند، و بهتر است که به اتفاق یکدیگر، مراقب افتخار خانوادگی باشند و با شرکت در این جنایت نام خانواده را لکه دار نکنند.»
در همین زمان، در حالی که بسیاری از ارمنی‌های تبعید شده از طریق کوتاهیه به مقصد شهرهای دیگر، و در حال جابجایی بودند، اوزنسوی در برابر قتل و کشتار، از آنها محافظت کرد و برای آنها پناهگاهی را فراهم نمود.
او سپس توسط مقامت بالاتر، به استانبول احضار شد تا در رابطه با اقدامات خود را نسبت به ارامنه و اجرا نکردن دستورهای حکومتی توضیح دهد. استپان استپانیان، در خاطرات خود در رابطه با طلعت پاشا می‌گوید:
| « | وقتی طلعت از او پرسید چرا او ارمنی‌های شهر خود را تبعید نکرد، او پاسخ داد که ارامنه این سنجاق همیشه وفادار عثمانی بوده‌اند و همیشه با ترکان مانند برادران زندگی می‌کردند. طلعت اشاره می‌کند که تصمیم برای تبعید برای همه ارامنه است و هیچ استثنائی در این قانون وجود ندارد. اوزنسوی پاسخ می‌دهد: «در این مورد، از آنجایی که من نمی‌خواهم قاتل باشم، لطفاً استعفای مرا بپذیرید و جانشینی که تمایل به اجرای چنین سیاستی دارد را برای انجام این کار پیدا کنید.» سپس طلعت می‌گوید: «خوب، شما فقط ارامنه را بیاور و کماکان در مقام خود بنشین.» | » |

فائق عالی از ارامنه پرسید: "چرا یک مدرسه را باز نمی‌کنند و به این ترتیب به جامعه خود خدمت کنند؟"

آنها پاسخ دادند: "چرا که ما نمی‌دانیم چه مدت ما در تبعید باقی خواهیم ماند."

"اوه، به چه معناست؟ " او این پاسخ را با یک لبخند کوچک داد.

دو روز بعد، او به یک شورای مذهبی دعوت شد تا یک مدرسه باز کند و مرا به عنوان مدرس آن انتخاب کند.

—نوشته شده در خاطرات استپان استپانیان
در حالی که اوزنسوی در پایتخت در حال مذاکره با طلعت پاشا بود، کمال بی، رئیس پلیس کوتاهیه، از عدم حضور اوزنسوی بهره برد و بسیاری از ارامنه را در این استان مجبور به گرویدن به دین اسلام کرد.
در نتیجه، بسیاری از ارمنی‌ها از تبعید اجباری و کشتار نجات یافتند.
پس از بازگشت به کوتاهیه، اوزنسوی در جریان این تغییر مذهب اجباری قرارگرفت و بسیار ناراحت شد.
او بلافاصله کمال بی را از پست خود برکنار کرد.
او اوضاع را دوباره ارزیابی نمود و از ارمنیان کوتاهیه پرسید که آیا آنها میل دارند که مسلمان باشند یا نه.
همه، به استثنای یک نفر، تصمیم گرفتند مسیحی بمانند.
در نتیجه حوادث مربوط به نسل‌کشی ارمنی‌ها، اوزنسوی، برای هدیه ۵۰۰ قطعه طلا، از ارمنی‌ها، تشکر کرد و آن طلاها را صرف تلاش‌های امداد پناهندگان ارمنی نمود.
مابقی این بودجه برای تأسیس یک مدرسه و ایجاد یک آشپزخانه مجهز استفاده شد.
فائق عالی اوزنسوی، استپان استپانیان را به عنوان اولین آموزگار و مدیر این مدرسه منتصب کرد.

## آثار
برخی از اشعار قابل توجه اوزنسوی عبارتند از:
- تسلای فانی (۱۹۰۸)
- تمثیل (۱۹۱۲)
- الحان وطن (۱۹۱۵)